# 巫喙鱸
巫喙鱸為輻鰭魚綱鱸形目鱸亞目鮨科的其中一種，分布於中西大西洋區，從墨西哥灣至加勒比海南部海域，棲息深度30-100公尺，體長可達107公分，生活在岩石底質海域，為底棲性魚類，屬肉食性，生活習性不明，可做為食用魚及遊釣魚。